# Jabłonna (gemeente in powiat Legionowski)

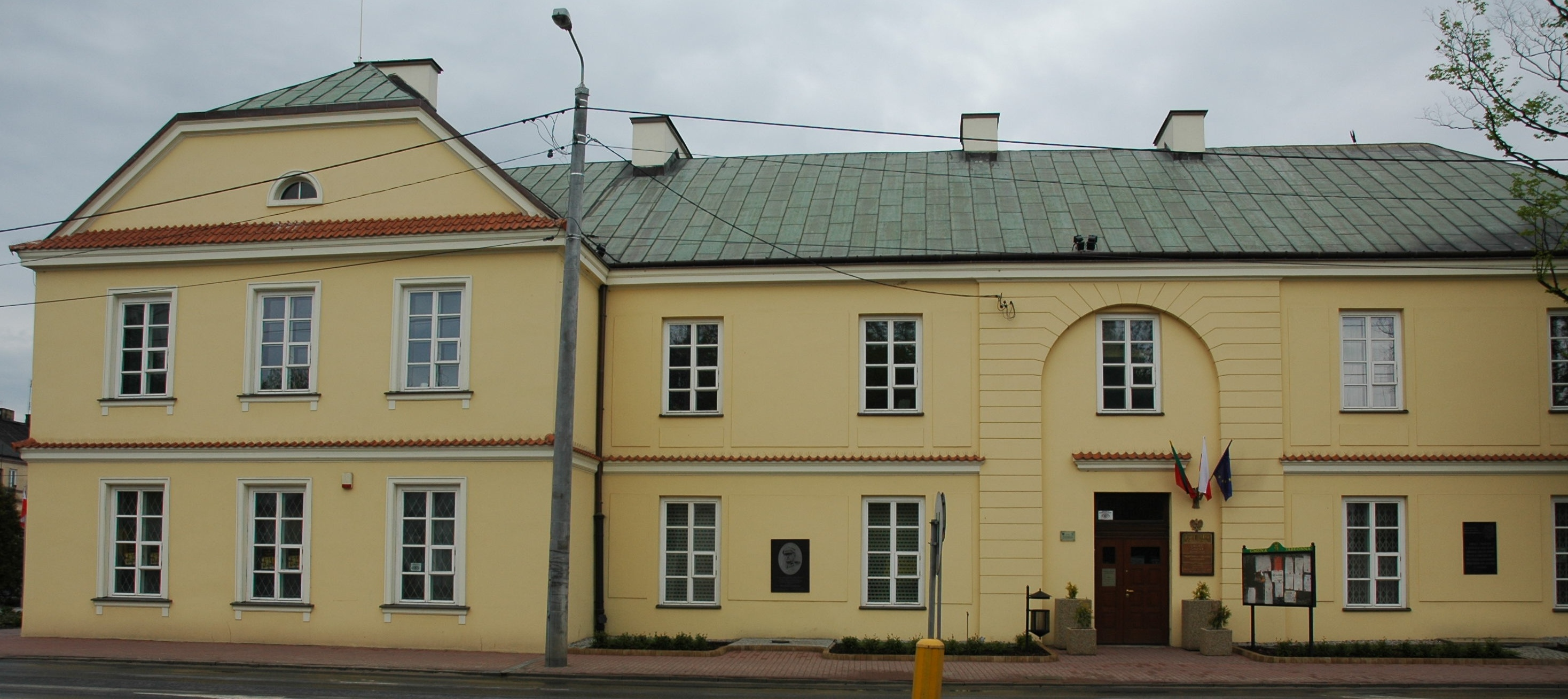
Gemeentehuis

De gemeente Jabłonna is een landgemeente in het Poolse woiwodschap Mazovië, in powiat Legionowski.
De zetel van de gemeente is in Jabłonna.
Op 30 juni 2004 telde de gemeente 12 016 inwoners.

## Oppervlakte gegevens
In 2002 bedroeg de totale oppervlakte van gemeente Jabłonna 64,55 km², waarvan:
- agrarisch gebied: 37%
- bossen: 42%

De gemeente beslaat 16,56% van de totale oppervlakte van de powiat.

## Demografie
Stand op 30 juni 2004:
| Omschrijving                   | Totaal | Totaal | Vrouwen | Vrouwen | Mannen | Mannen |
| ------------------------------ | ------ | ------ | ------- | ------- | ------ | ------ |
| eenheid                        | aantal | %      | aantal  | %       | aantal | %      |
| inwoners                       | 12 016 | 100    | 6133    | 51      | 5883   | 49     |
| bevolkingsdichtheid (inw./km²) | 186,2  | 186,2  | 95      | 95      | 91,1   | 91,1   |

In 2002 bedroeg het gemiddelde inkomen per inwoner 1236,51 zł.

## Administratieve plaatsen (sołectwo)
Boża Wola, Chotomów, Dąbrowa Chotomowska, Jabłonna, Janówek, Rajszew, Skierdy, Suchocin, Trzciany, Wólka Górska.

## Aangrenzende gemeenten
Czosnów, Legionowo, Łomianki, Nieporęt, Nowy Dwór Mazowiecki, m.st. Warszawa, Wieliszew